# سونيا فارس
سونيا فارس هي مصمّمة أزياء وملكة جمال لبنان سابقاً شاركت في مسابقة ملكة جمال الكون عام 1968.
ولدت سونيا فارس في 6 سيبتمبر 1949 في لبنان. وهي من مدينة بيروت. والدها جرجس فارس وأمها إيمان عطية. وهي أم للمصورة الفوتوغرافية رشا شمّاس. تعيش حالياً في ضاحية نويلي-سور-سين في باريس.

## التعليم
درست سونيا فارس الفنون الجميلة في لبنان ثم درست الموضة والتصميم في لندن.

## المهنة
تعمل سونيا فارس في تصميم الأزياء. كانت سونيا ملكة جمال لبنان عام 1967. وكانت تملك متجراً للملابس باسمها في منطقة رو دو بوكادور الباريسية. وهي معروفة بدعمها لكل ما يمت للفنون والثقافة بصلة.